# Mitch (film)
Mitch (Chrome and Hot Leader) è un film statunitense del 1971 diretto da Lee Frost.

## Trama
T.J., un berretto verde dopo un periodo in Vietnam, torna a casa ma scopre che un gruppo di motociclisti killer gli hanno ucciso la compagna. Convince molti dei suoi amici per aiutarlo a vendicarsi.